# Sevallbo
Sevallbo är en större by i Utomälven i Hedesunda socken. Byn Sevallbo har tidigare haft både mellanstadieskola och lanthandel. Ansgariikyrkan heter traktens egen kyrka. Den är byggd av ortsbefolkningen vid 1900-talets början, enligt traditionen beroende på att man tröttnat på att ro kyrkbåtarna från Bälgsnäs eller Hällarna till Hedesunda kyrka. Sevallbo har kontakt med Dalälven genom traktens  båthamn i Hällskog. I ett brev om jordbyte mellan Ön och Hade år 1424 nämns en by Bodum där ingen vet vilken by som avses. Enligt professor Folke Hedblom skulle detta kunna avse Sevallbo.